# KV16
KV16 (Kings’ Valley no. 16) bezeichnet ein altägyptisches Grab im Tal der Könige in Theben-West. Dabei handelt es sich um das Grab von Ramses I., dem ersten Pharao der 19. Dynastie und Nachfolger von Haremhab. Das Grab wurde während der 21. Dynastie von Plünderern beraubt und die Mumie von Ramses I. wurde entwendet. Die Anlage ist vergleichsweise klein und unfertig, aber dekoriert. Es existieren eine Grabkammer und drei Seitenkammern.
Es wurde am 10./11. Oktober 1817 von Giovanni Battista Belzoni für Henry Salt ausgegraben.

## Galerie

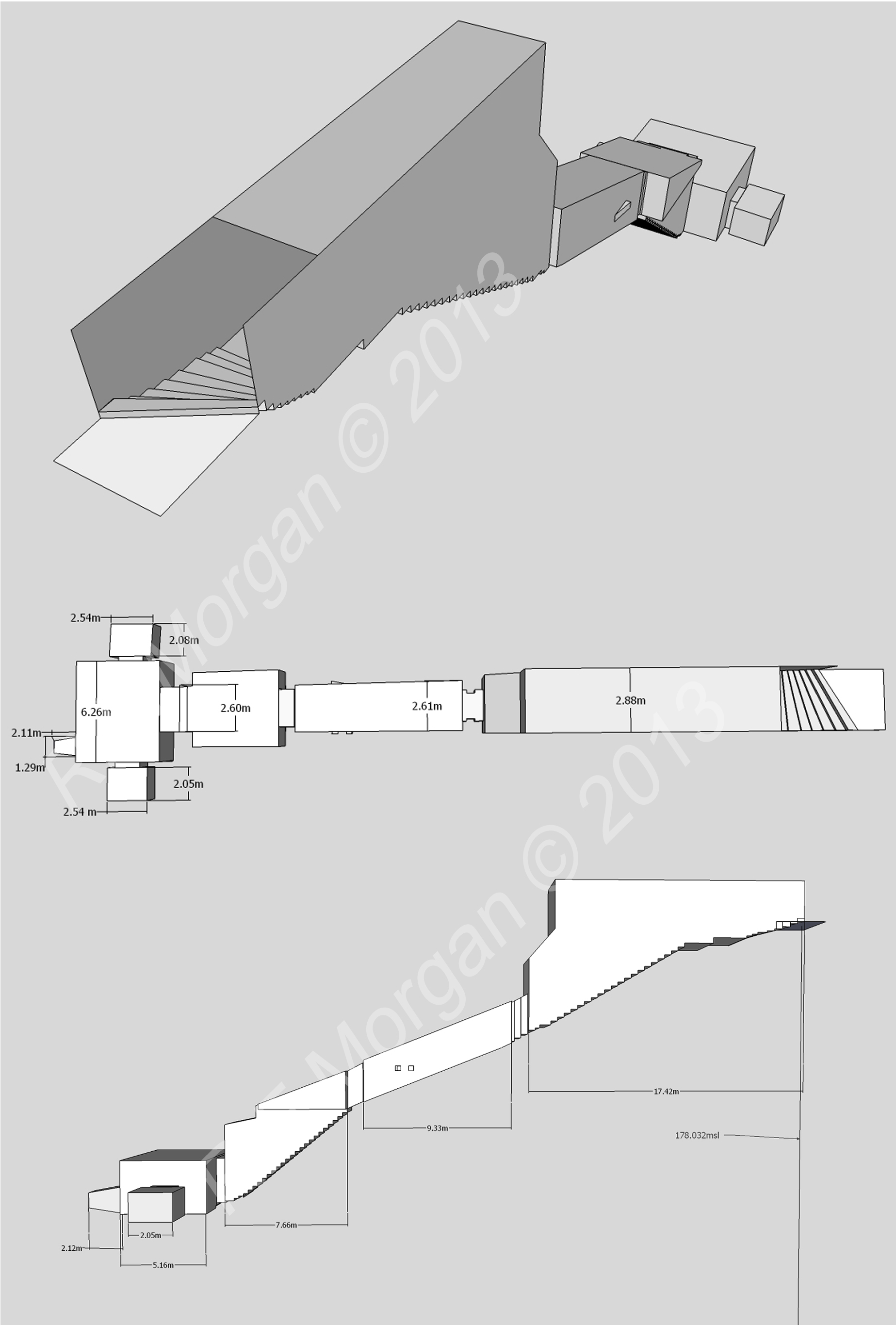
3D-Modell des Grabmals
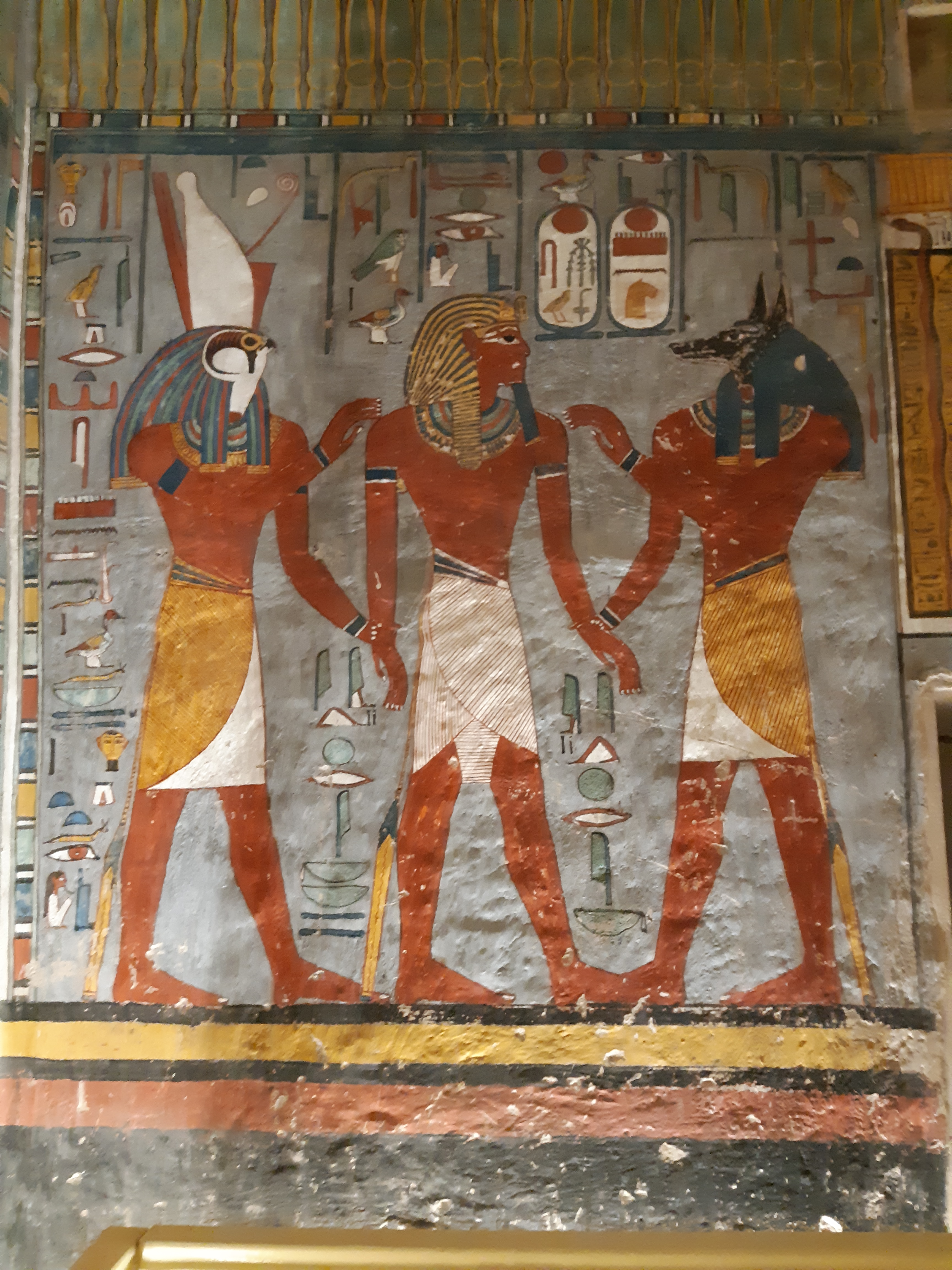
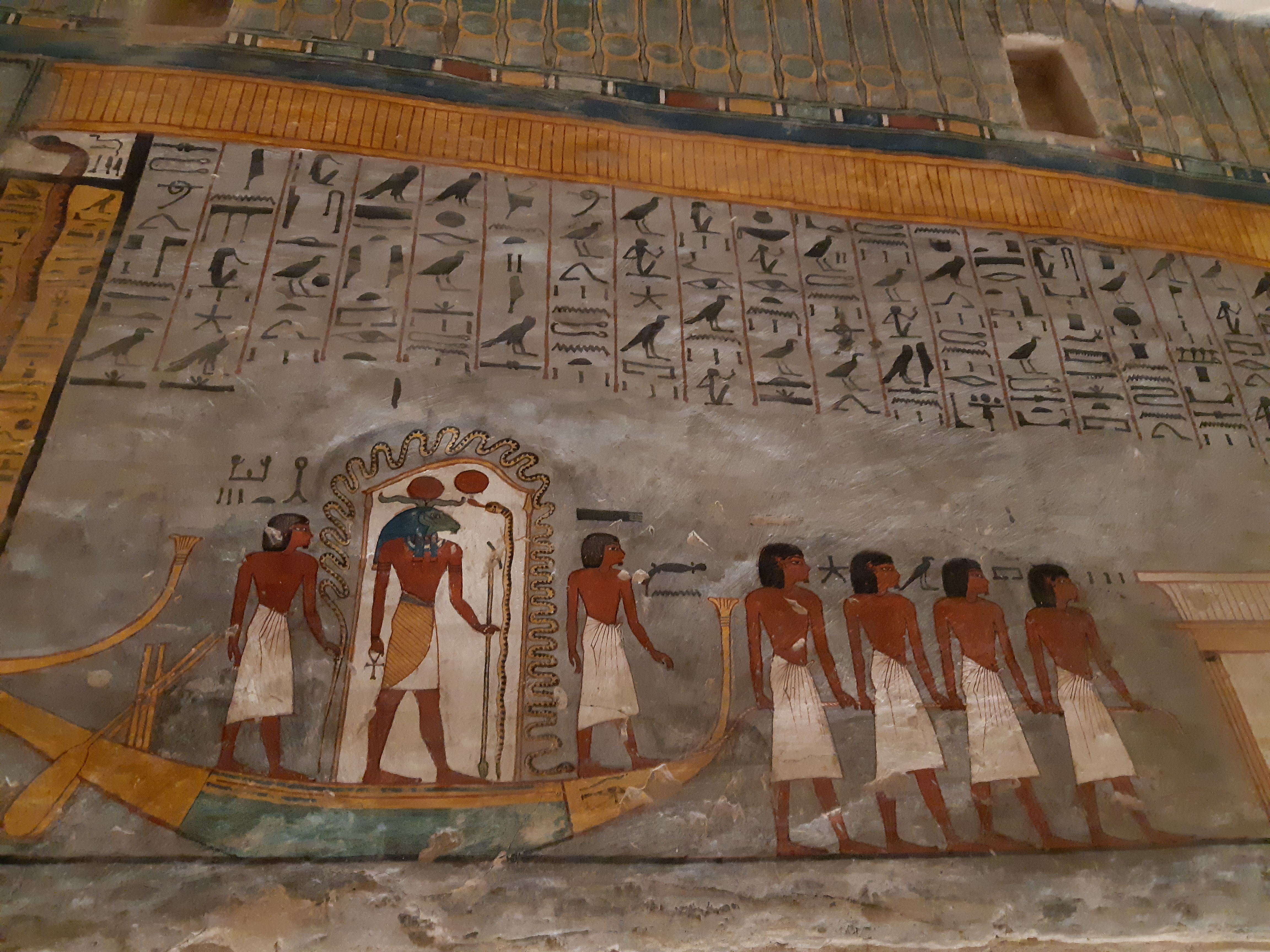
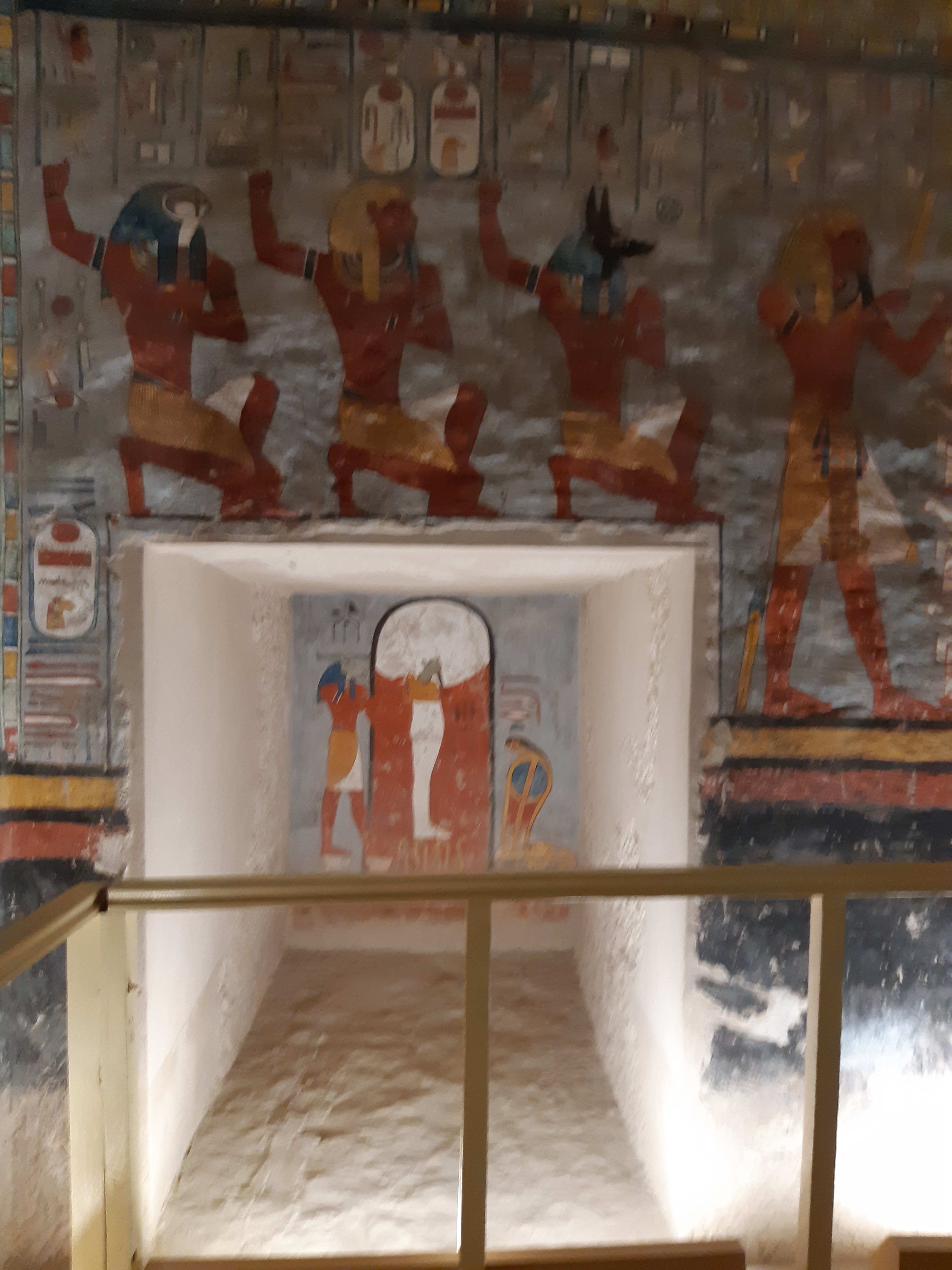
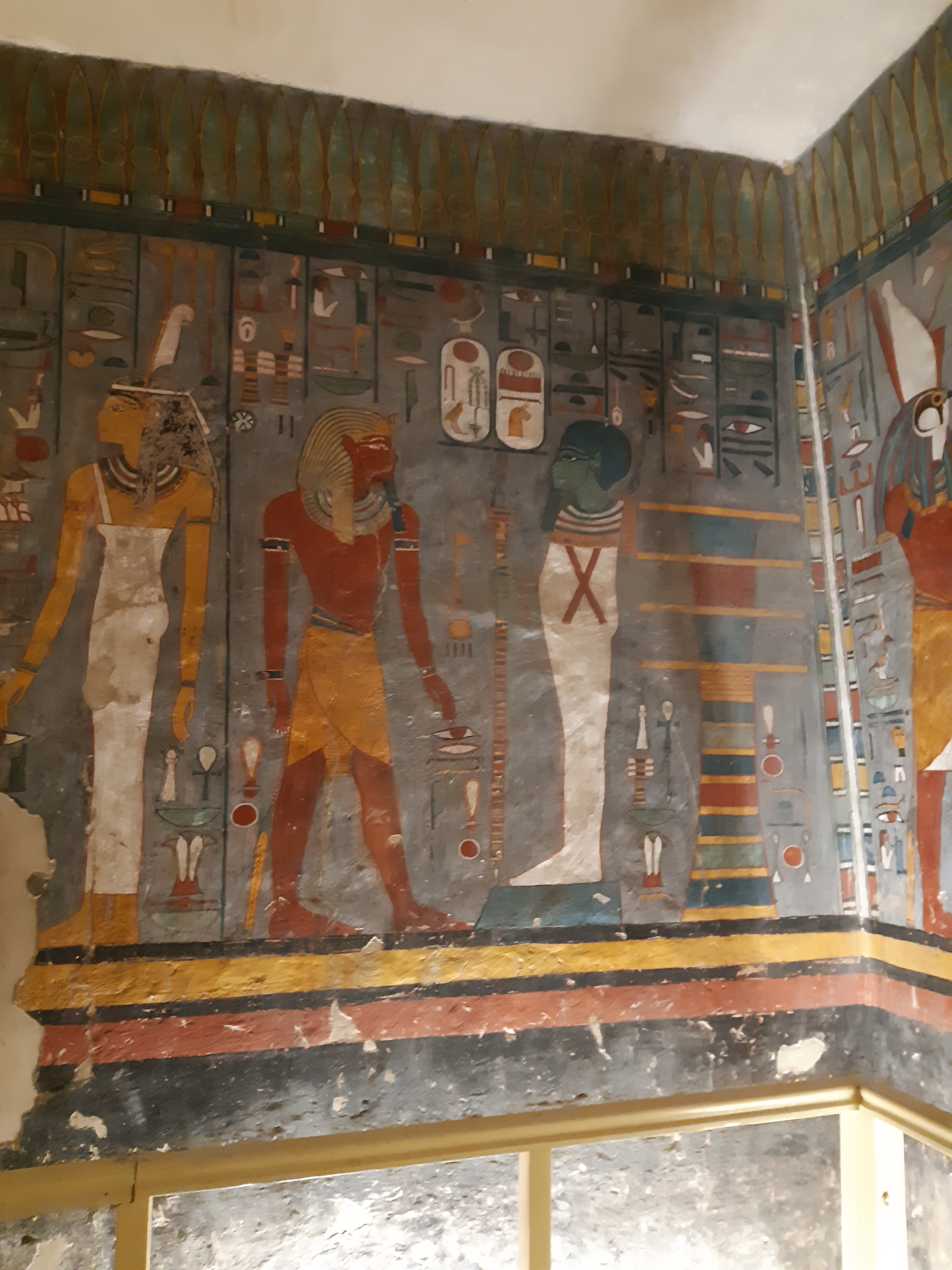
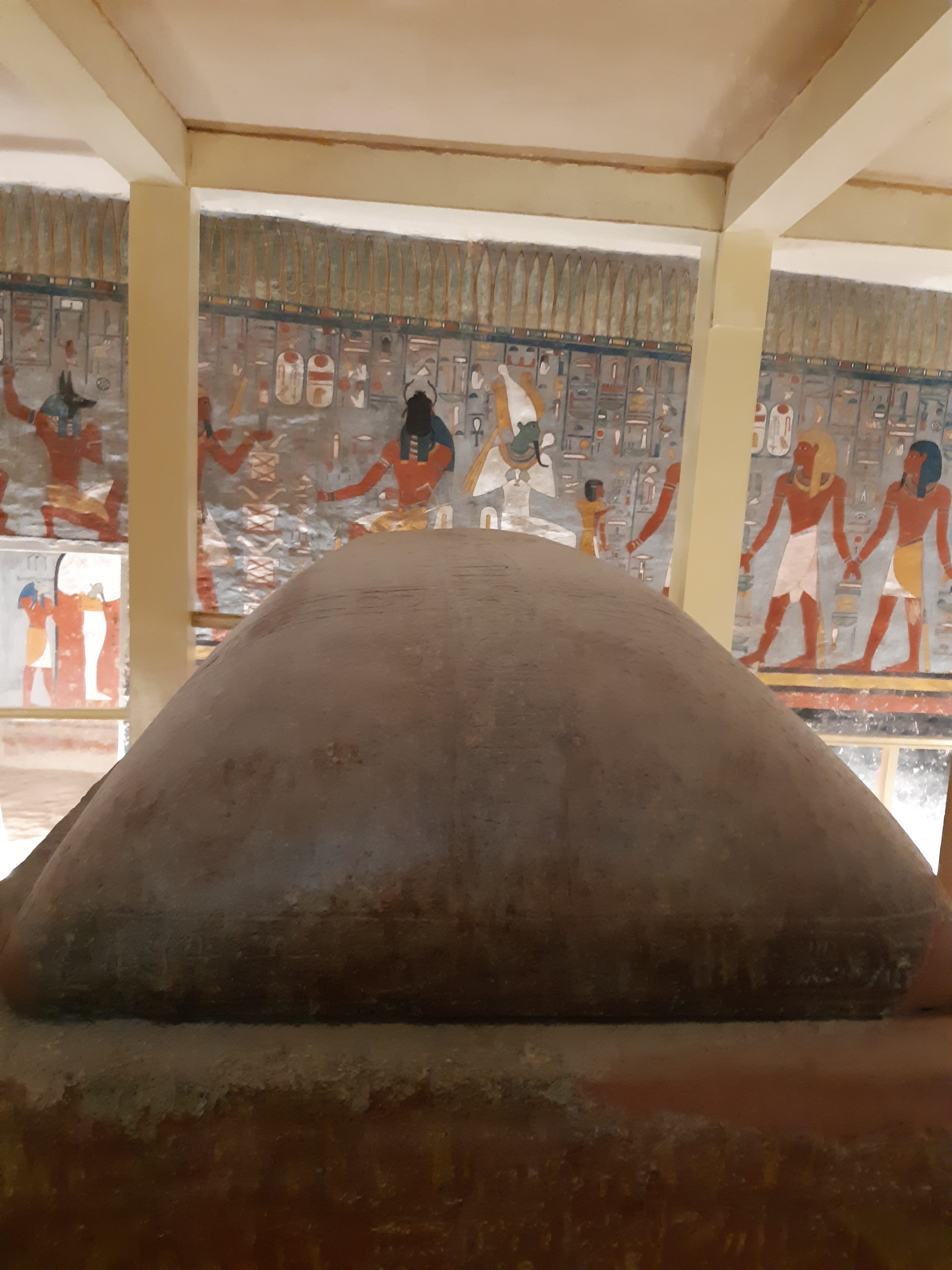
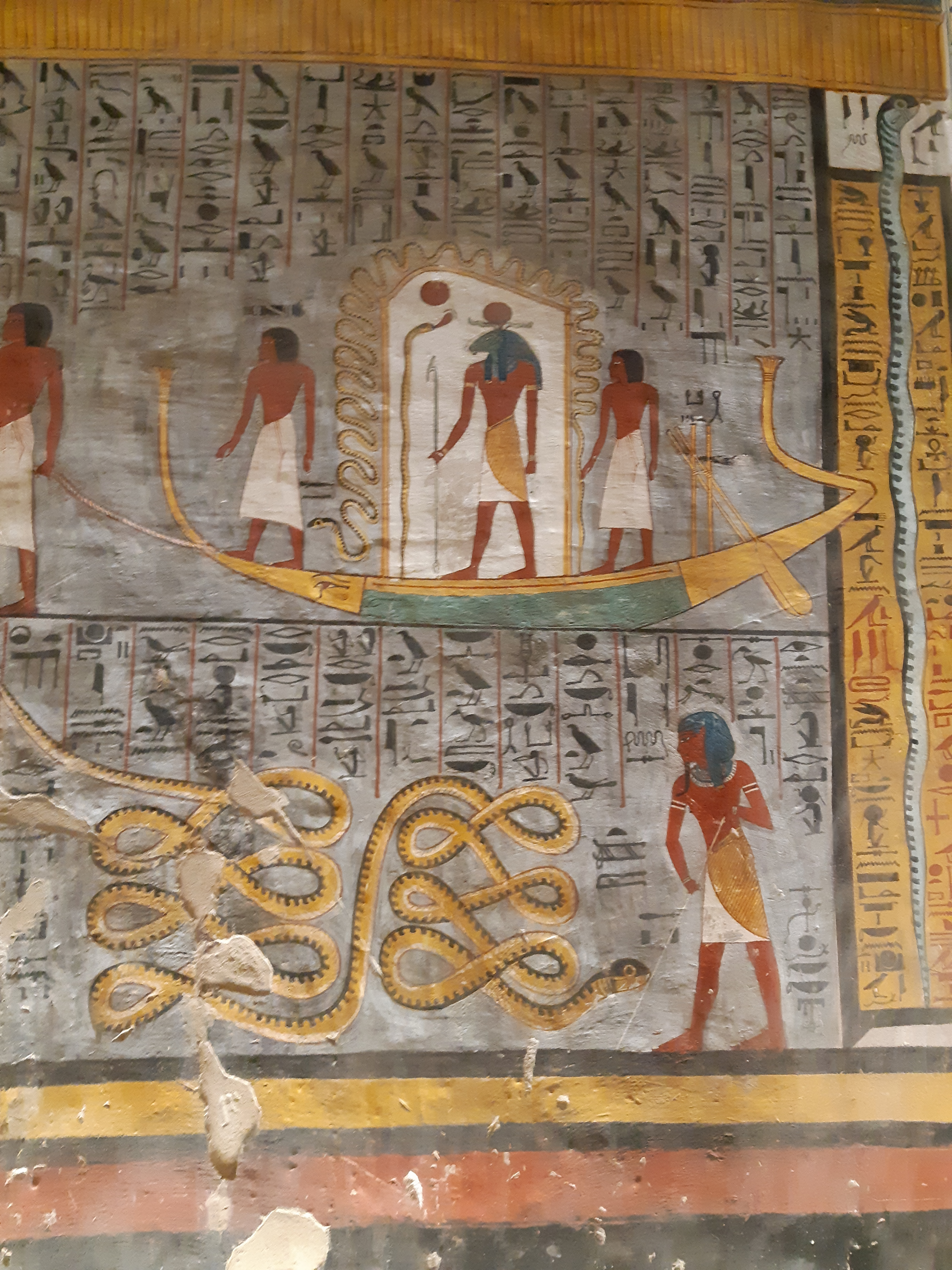
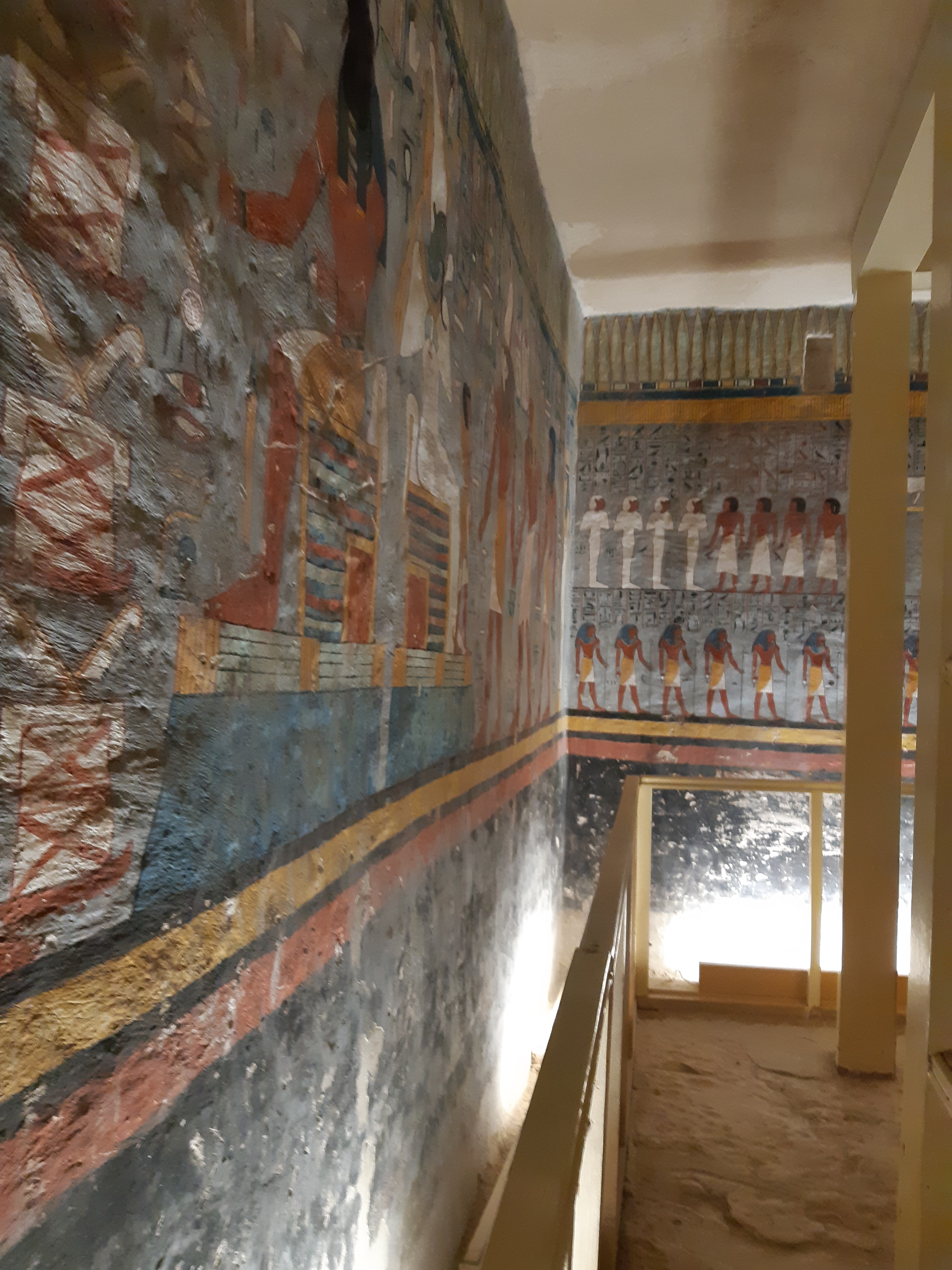
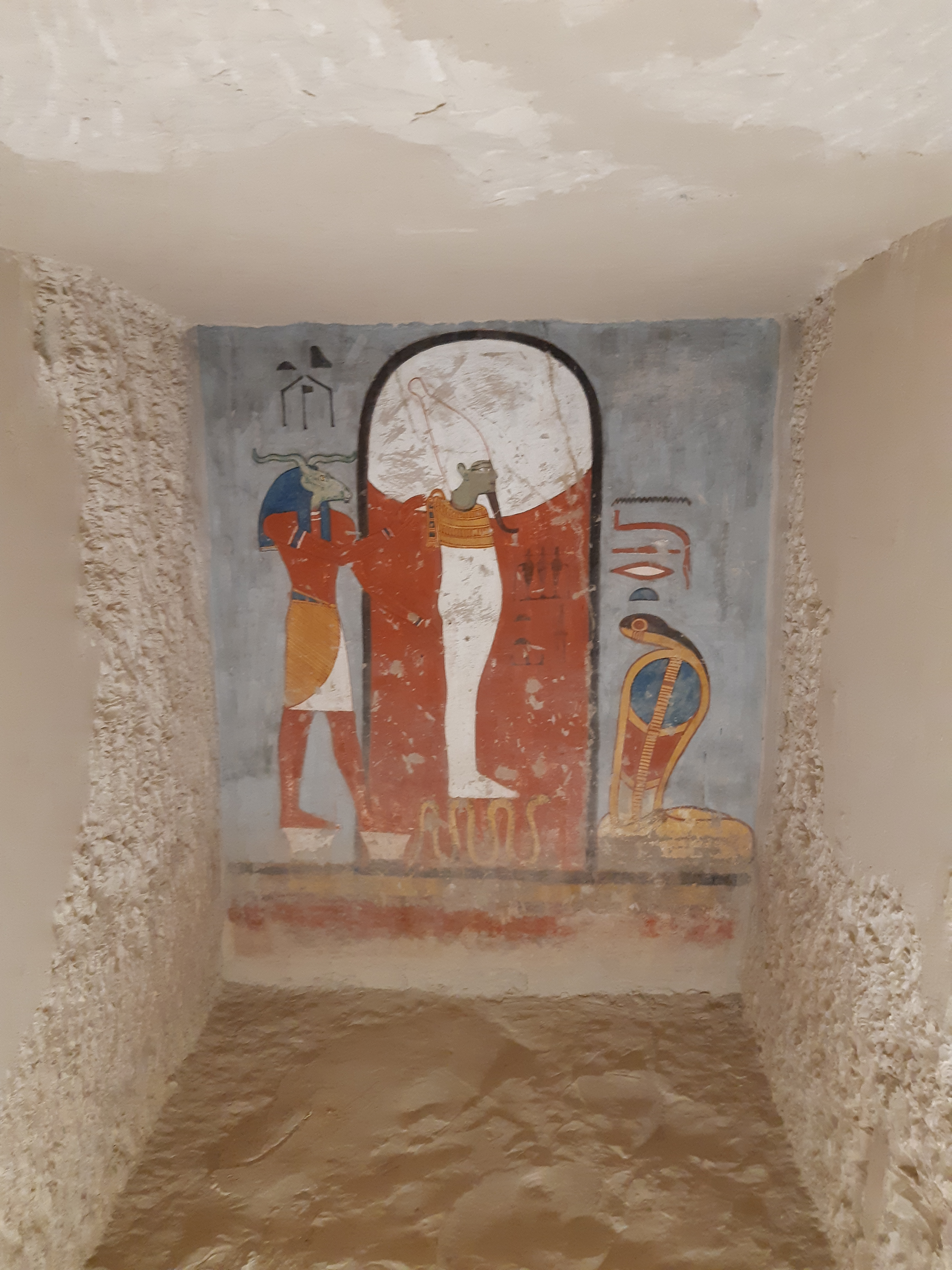